# کرستین کووالسکی
کرستین کووالسکی (آلمانی: Kerstin Kowalski؛ زادهٔ ۲۵ ژانویهٔ ۱۹۷۶) قایقران روئینگ اهل آلمان بود.
از افتخارات وی میتوان به کسب مدال طلا قایقرانی روئینگ چهار نفره دو پارو در بازی‌های المپیک تابستانی ۲۰۰۰ و بازی‌های المپیک تابستانی ۲۰۰۴ اشاره کرد.